# Highcliffe Castle

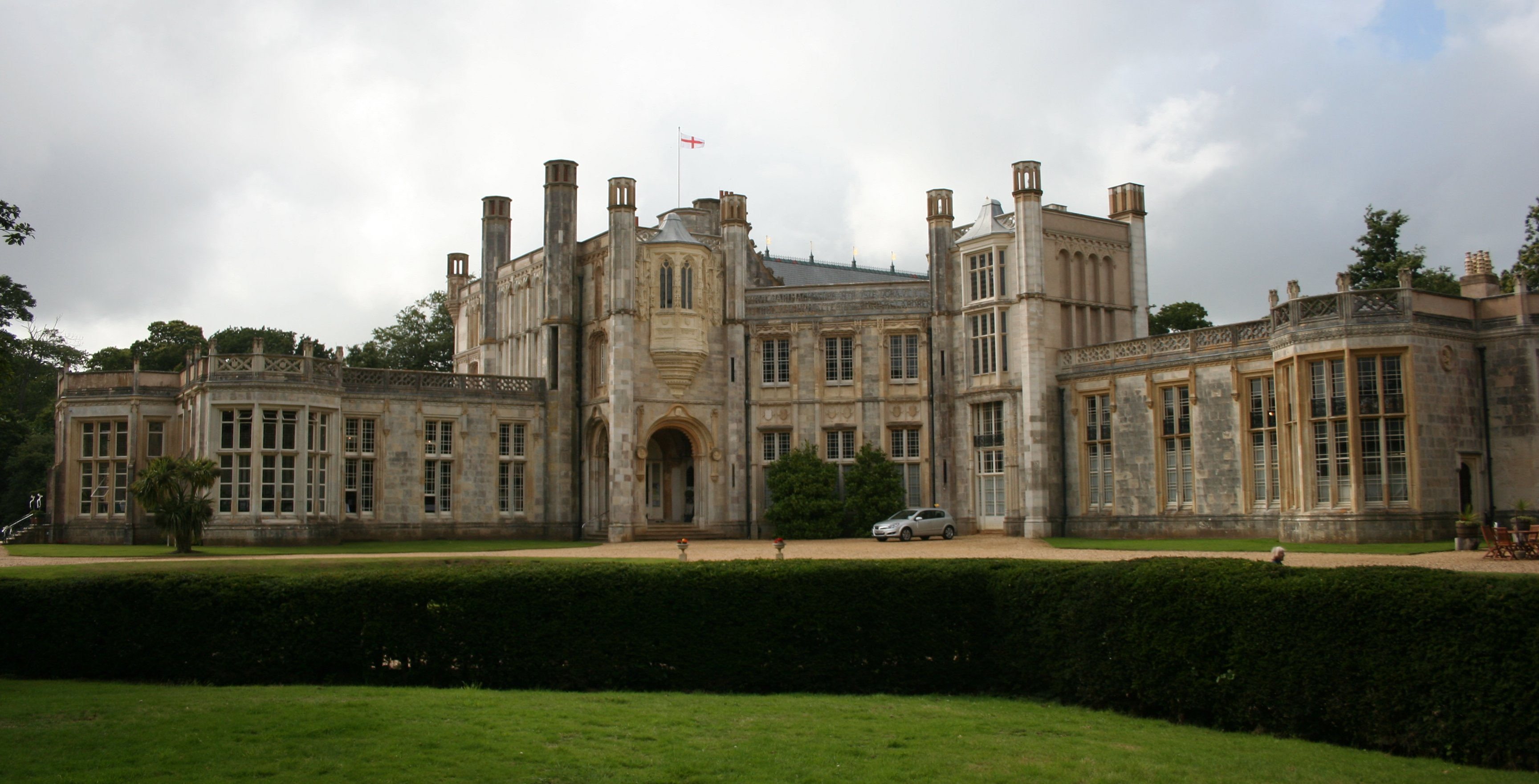
Highcliffe Castle, Ansicht von Südosten

Highcliffe Castle ist ein Herrenhaus in Dorset in Großbritannien. Das als Kulturdenkmal der Kategorie Grade I klassifizierte Herrenhaus gilt als das bedeutendste erhaltene Bauwerk der vom Picturesque und von der Romantik beeinflussten Neugotik in der ersten Hälfte des 19. Jahrhunderts in Großbritannien.

## Lage

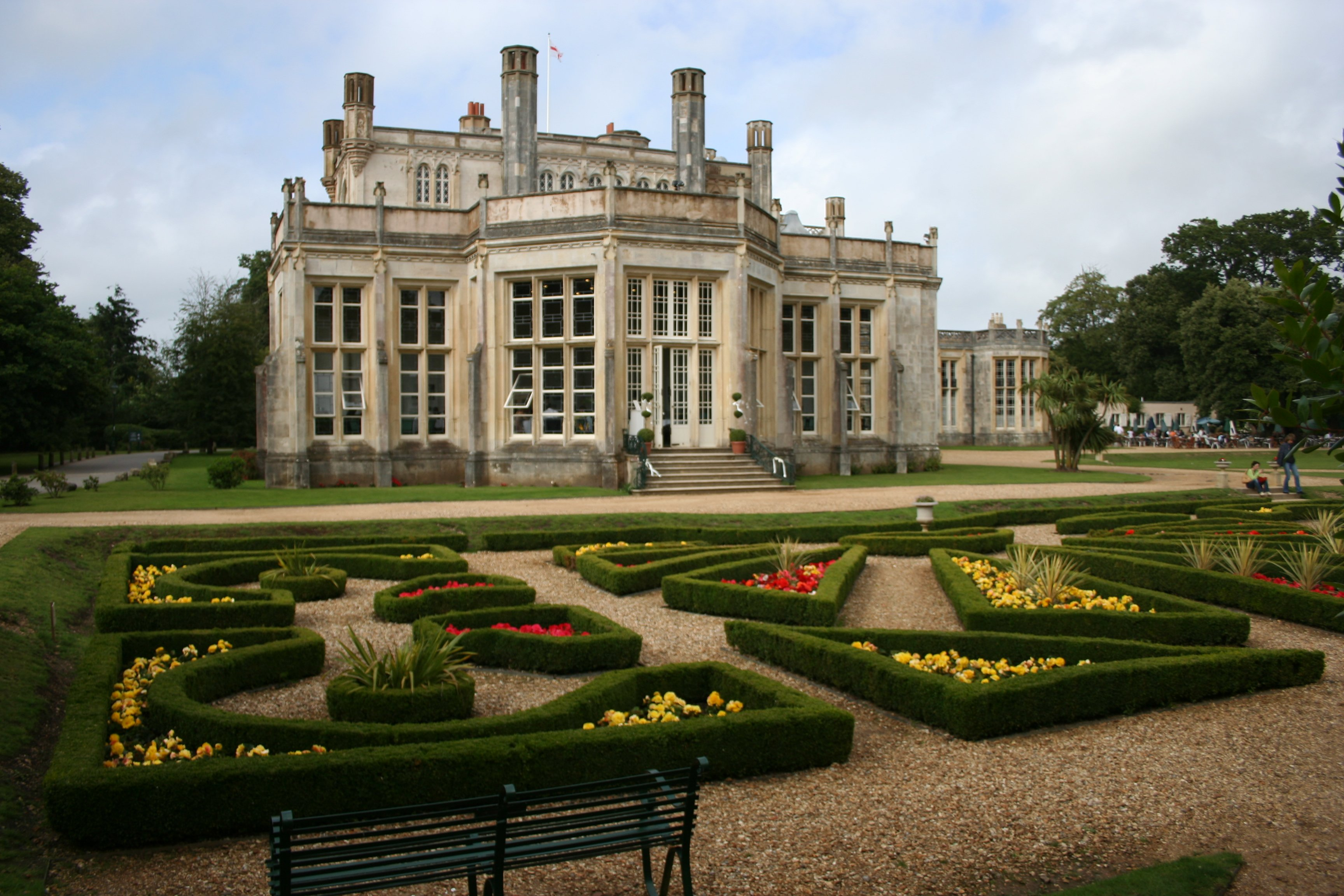
Ansicht von Süden

Das Herrenhaus liegt an der Grenze zwischen Dorset und Hampshire westlich von Highcliffe und etwa 6 km östlich von Christchurch. Es liegt auf einer Klippe oberhalb der Christchurch Bay und bietet einen weiten Ausblick über die Bucht und auf die Isle of Wight. Das Herrenhaus ist von einem über 5 ha großen Garten und Landschaftspark umgeben, vom Herrenhaus führt ein Fußweg zu einer Bucht mit Sandstrand. Westlich des Herrenhauses befindet sich die Anlage des Highcliffe Castle Golf Club, die weitere Umgebung ist dicht bebaut.

## Geschichte
Um 1775 ließ der ehemalige britische Premierminister Lord Bute von Capability Brown oder Robert Adam ein erstes Herrenhaus auf der Klippe errichten. Sein vierter Sohn, der General Charles Stuart, erbte nach seinem Tod 1792 das Anwesen und verkaufte es 1795. Das Herrenhaus wurde abgerissen und durch einen Neubau ersetzt. Der Sohn von Charles Stuart, Charles Stuart, 1. Baron Stuart de Rothesay, konnte das Anwesen schließlich um 1824 zurückkaufen. Er ließ das vorhandene Herrenhaus abreißen und ab 1831 das jetzige Herrenhaus nach seinen Ideen durch den Architekten William Donthorne errichten. Donthorne hatte bei dem Architekten Jeffry Wyatville gelernt, bei der Ausführung des Baus wurde er durch die von Wyattvilles Onkel James Wyatt entworfene Fonthill Abbey beeinflusst.
Nach Stuarts Tod erbte seine Tochter Charlotte, Countess Canning, die Ehefrau von Charles Canning, 1. Earl Canning, dem ehemaligen Vizekönig von Indien, das Anwesen. Sie erhielt häufig hochrangigen Besuch, unter anderem von Edward, dem damaligen Prince of Wales, mit seiner Familie, Premierminister Gladstone und zahlreichen weiteren Gästen. Da sie kinderlos starb, erbte erst ihre Schwester Louisa und nach deren Tod 1893 ihr entfernter Cousin Edward Montagu-Stuart-Wortley das Herrenhaus. Montagu-Stuart-Wortley diente als britischer Offizier und nahm an zahlreichen Feldzügen in den britischen Kolonien in Asien und Afrika teil. Als er nach 1904 nur Halbsold bezog, vermietete er Highcliffe zeitweise. 1907 verbrachte der deutsche Kaiser Wilhelm II. nach einem Staatsbesuch im Vereinigten Königreich einen dreiwöchigen Urlaub in Highcliffe. Um die angespannten deutsch-britischen Beziehungen zu verbessern, veröffentlichte Montagu-Stuart-Wortley fast ein Jahr nach diesem Besuch den Inhalt seiner Unterhaltungen mit dem Kaiser in der Zeitung The Daily Telegraph, was zur Daily-Telegraph-Affäre führte. Von 1916 bis in die Mitte der 1920er Jahre war Highcliffe an den Kaufhausbesitzer Harry Gordon Selfridge vermietet.

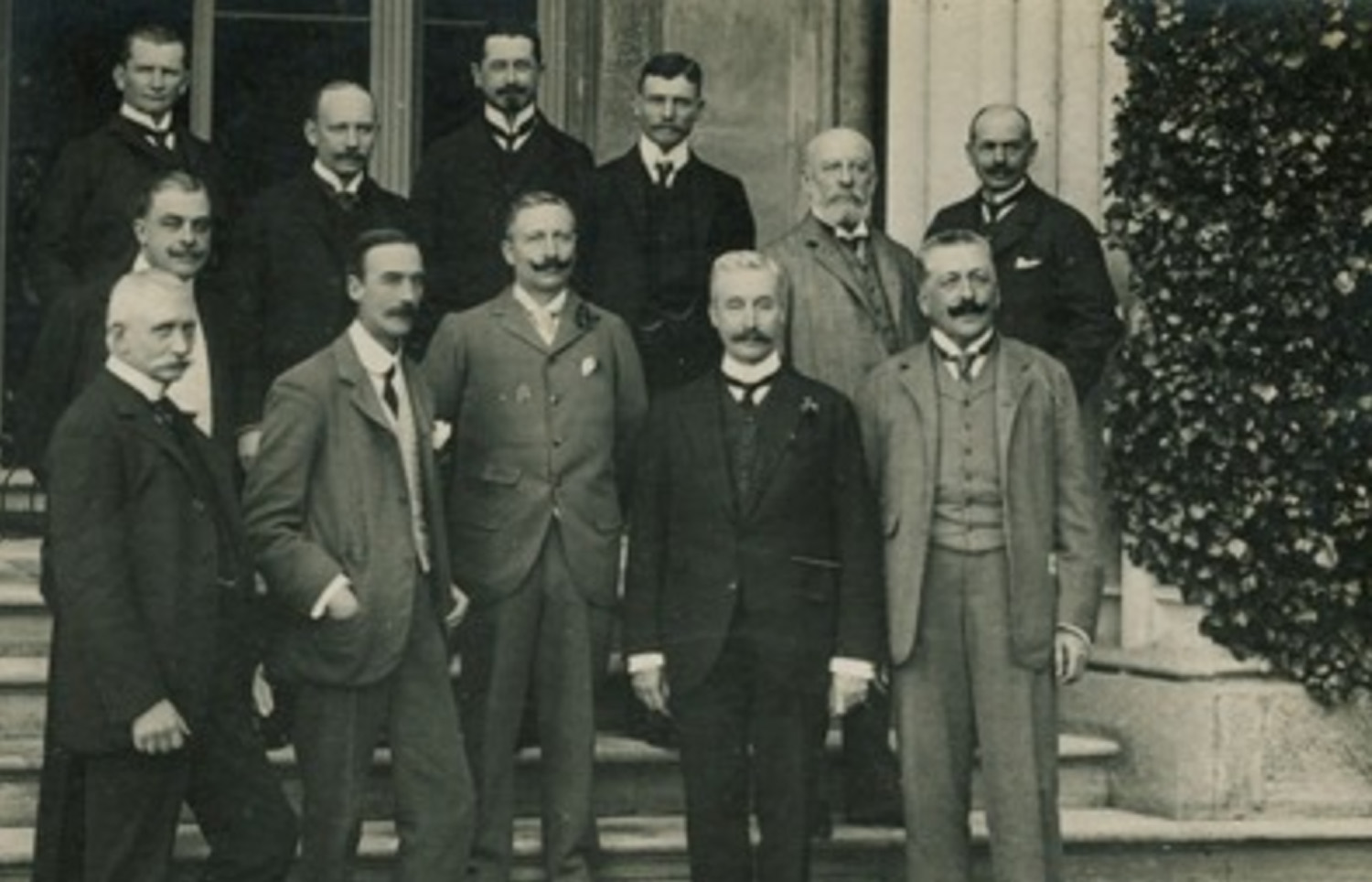
Kaiser Wilhelm II. (untere Reihe Mitte) mit Gefolge vor Highcliffe Castle, links neben ihm Oberst Stuart-Wortley

Das Herrenhaus blieb im Besitz der Nachfahren Montagu-Stuart-Wortleys, bis es 1950 an den Geschäftsmann J.H. Leonard Lloyd verkauft wurde, der es als Kindergenesungsheim nutzte. Bereits nach einem Jahr wurden jedoch Missbrauchsvorwürfe erhoben. Die Vorwürfe konnten nicht bestätigt werden, doch Lloyd schloss kurz darauf das Heim und verkaufte das Anwesen. Der nächste Besitzer verkaufte das nördlich des Herrenhauses gelegene Parkgelände als Bauland, ehe 1953 der Claretinerorden das Gebäude für 14.000 £ erwarb und es bis 1966 als katholisches Priesterseminar nutzte. Die hohen Unterhaltskosten und sinkende Schülerzahlen zwangen den Orden zum Verkauf des Gebäudes, doch kurz vor Abschluss des Kaufvertrags mit drei lokalen Geschäftsleuten brannte die zur Kapelle umgebaute große Halle 1967 aus. Ein weiterer Brand beschädigte 1968 das Herrenhaus so schwer, dass über seinen Abriss diskutiert wurde. In den nächsten Jahren verfiel die dachlose Ruine weiter, bis sie 1977 von der Stadt Christchurch erworben wurde. Ab den 1990er Jahren wurde das Äußere des Herrenhauses mit Zuschüssen von English Heritage und mit Hilfe des Heritage Lottery Fund und von ehrenamtlichen Helfern restauriert. Die Innenräume wurden verändert und vereinfacht wiederhergestellt. Das Herrenhaus kann heute besichtigt werden und wird für Ausstellungen und Veranstaltungen genutzt.

## Anlage

### Äußeres

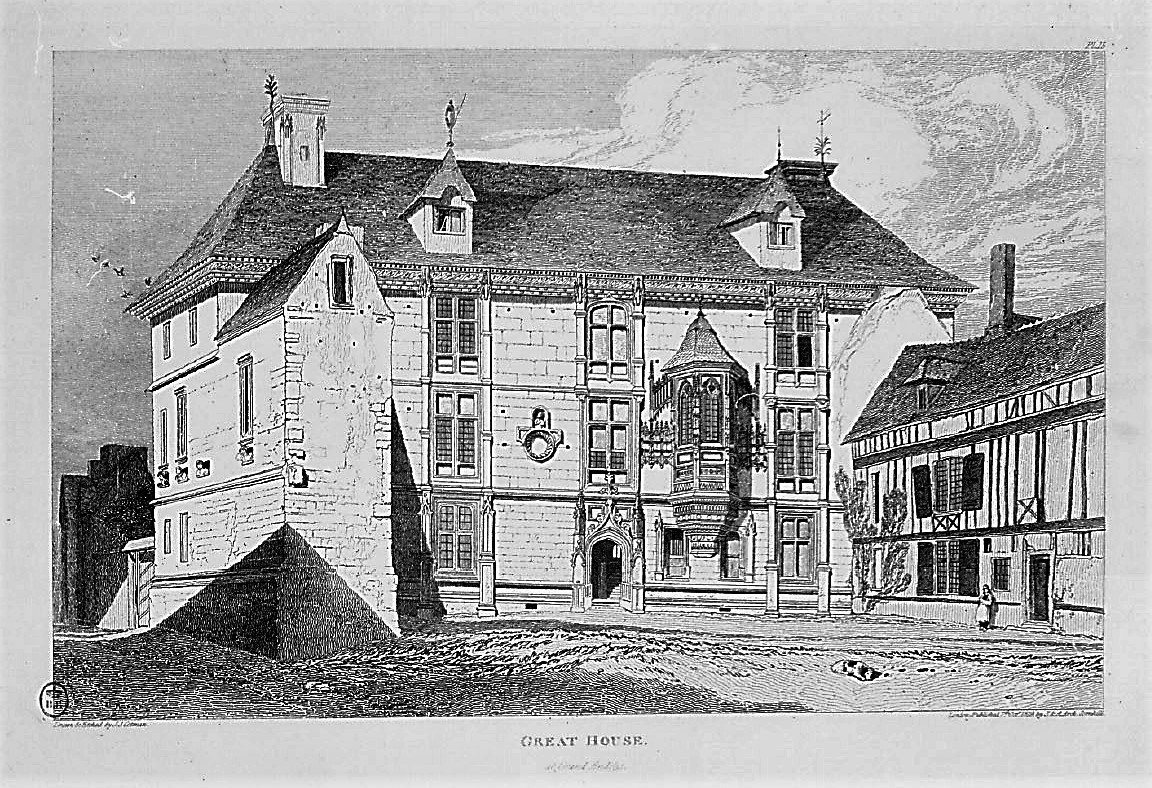
Grand' Maison in les Andelys in der Normandie. Darstellung von 1819 von John Sell Cotman

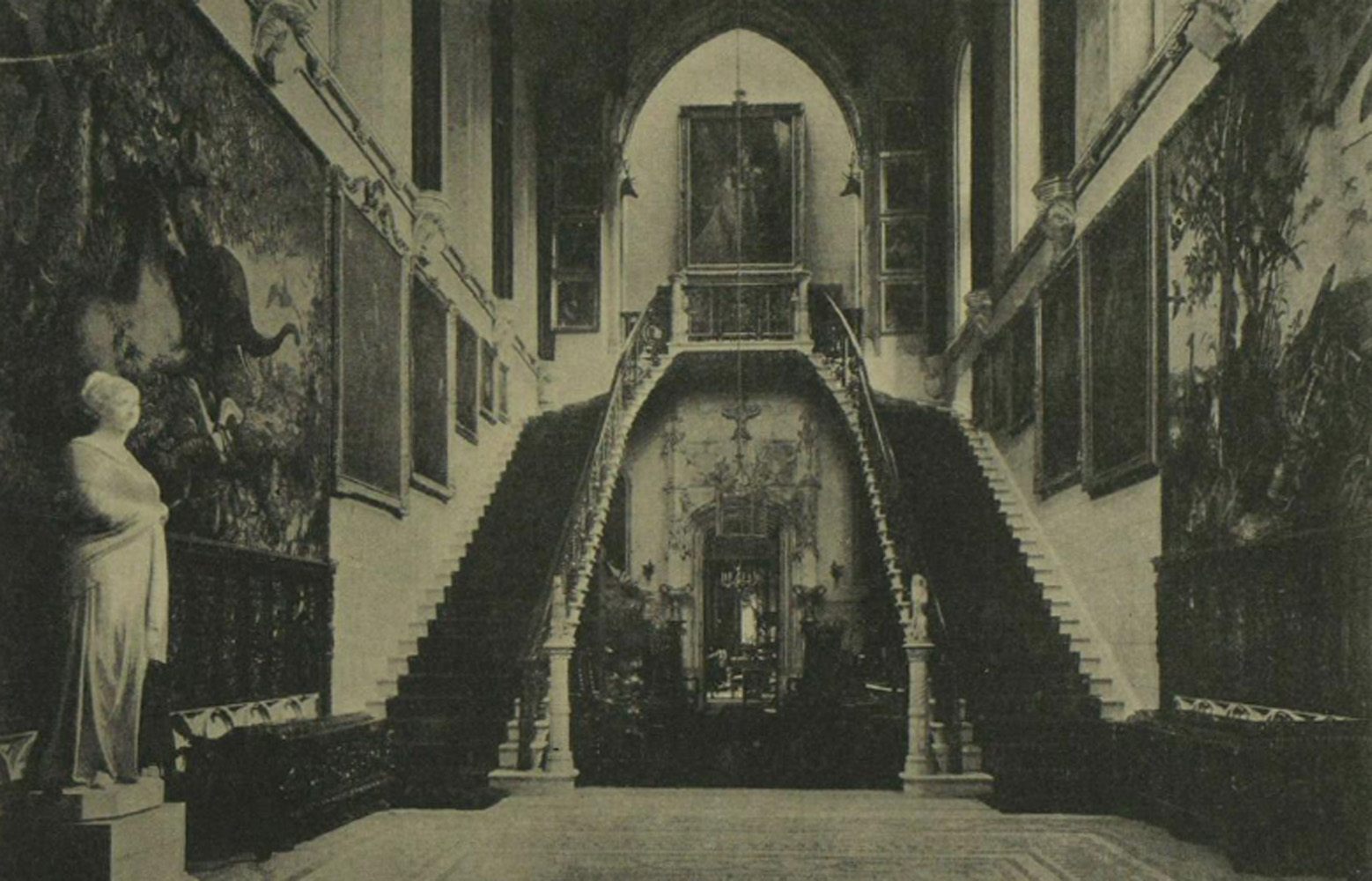
Die große Halle mit dem Treppenhaus um 1907

Das neugotische Herrenhaus wurde aus unverputzten Quadersteinen erbaut. Der Bauherr, Lord Stuart, war britischer Botschafter in Frankreich gewesen. Aus der Normandie ließ er Steine von der teilweise abgerissenen Abtei Jumièges bei Rouen und von dem abgerissenen Manoir de Radeval (auch Grand' Maison) aus Les Andelys nach Südengland bringen, wo sie für den Bau seines neuen Herrenhauses wiederverwendet wurden. In Paris konnte Lord Stuart antike Möbel aus dem 18. Jahrhundert erwerben, mit denen er seinen neuen Landsitz einrichtete. Für die zahlreichen Fenster des Herrenhauses erwarb er Buntglasfenster aus Frankreich, Deutschland und der Schweiz, die vor allem aus dem 16. Jahrhundert, zum Teil aber auch aus dem 13. Jahrhundert stammten. Durch diese Wiederverwendung alter Baustoffe wirkt das mit Erkern, Dachbrüstungen und Ziertürmchen versehene und reich durchfensterte Haus älter, als es tatsächlich ist.
Der Mittelteil des unregelmäßigen, L-förmigen Gebäudes ist zweigeschossig und wird von zwei dreigeschossigen Türmen eingerahmt. Die beiden Enden bilden zwei eingeschossige Trakte, wobei das südliche Ende einen reich verzierten Fenstererker besitzt. Der Erker soll aus dem Raum des Grand' Maison stammen. Der Hauptzugang an der Nordseite führt auf ein Portal zu, das nach dem Vorbild von Fonthill Abbey unter einem fast 10 m hohen Spitzbogen mit Maßwerkfenster in die große Halle führt.

### Inneneinrichtung
Die Haupträume befinden sich im Erdgeschoss des Westflügels, darunter der Speisesaal, die große Halle, der Drawing Room, die Bibliothek und der Wintergarten. Durch die Brände ging jedoch die ehemalige Ausstattung und die Einrichtung verloren. Die Räume wurden vereinfacht wiederhergestellt, die Wände des Speisesaals und des angrenzenden Drawing Rooms sind aus unverputzten Ziegelmauerwerk. Teile der alten Buntglasfenster blieben erhalten und wurden nach dem Brand von 1967 ausgebaut und so gesichert. Das aus dem Jahr 1547 stammende Buntglasfenster der Großen Halle wurde 1998 wieder eingebaut.

## Highcliffe Castle im Film
Highcliffe diente 2001 als Drehort für die Rosamunde-Pilcher-Verfilmung Mit den Augen der Liebe und 2007 als Drehort für eine Episode der Antiques Roadshow. Als Ruine ist es in der Doppelfolge Fünf Freunde verfolgen die Strandräuber der britischen Fernsehserie Fünf Freunde von 1978 zu sehen.